# Kassai Tünde
Kassai Tünde (Szabóné Kassai Tünde; Budapest, 1959–) magyar gyerekszínész, óvónő.

## Pályája
Gyerekszínészként 1965 és 1976 között szerepelt filmekben. Később óvónő lett belőle. Egy ideig a győri 1. sz. tagóvodában dolgozott, majd a fővárosba visszatérve a XIII. kerületi Petneházy utcai óvodát, 2000. szeptembertől pedig az Angyalkert Óvodát (Angyalföldi út 1.) vezette, innen ment nyugdíjba.

## Televíziós és filmszerepei
- Gyerekbetegségek (1965) – Zizi[5]
- Bűbájosok (1969) – Tündi, M lánya
- Hahó, Öcsi! (1971) – Ági
- Remetekan (1971) – Kati, András lánya
- Az öreg bánya titka (tv-sorozat, 1973) – Gerlinda
- Felhőfejes (tv-film, 1973) – Forgács Kata
- Vállald önmagadat (1975) – Olgi
- Karancsfalvi szökevények (1976) – Kati